# Glicéria Tupinambá
Glicéria Tupinambá (1982-), également connue sous le nom de Glicéria Jesus da Silva ou Célia Tupinambá, est une artiste, enseignante et leader autochtone. Elle devient internationalement connue pour son travail avec la cape Tupinambá (en), et pour son travail sur le documentaire Voz Das Mulheres Indígenas,.

## Biographie

### Petite enfance et éducation
Membre du peuple indigène Tupinamba du Brésil, Glicéria est née dans la Serra do Padeiro, une chaîne de montagnes située à la périphérie d'Olivença, Ilhéus (pt), un quartier de la ville d'Ilhéus, à l'intérieur de Bahia en 1982. Son peuple est connu sous le nom de Tupinambá d'Olivença (pt),. Elle a neuf frères et sœurs, dont Babau Tupinambá (pt), une militante pour les droits des autochtones,. Elle termine ses études formelles dans une école publique de la ville de Buerarema, également à l'intérieur de Bahia, où elle termine ses études secondaires en 1996.
Elle reprend sa vie académique en 2016 lorsqu'elle s'inscrit à l'Institut fédéral de Bahia (IFBA) pour étudier en vue d'obtenir un diplôme en éducation interculturelle autochtone,. En 2023, elle déménage à Rio de Janeiro pour étudier en vue d'obtenir une maîtrise en anthropologie à l'Université fédérale de Rio de Janeiro (UFRJ), où elle soutient sa thèse en 2025,. La même année, elle s'inscrit à un programme de doctorat en anthropologie sociale, également à l'UFRJ.

## Cape Tupinambá
En 2006, Glicéria commence à étudier la cape Tupinambá avec sa famille. Elle découvre que cette technique est encore utilisée pour fabriquer des filets de pêche et du jereré. Grâce à cette découverte, Glicéria peut approfondir ses recherches sur la fabrication des capes, un travail qu'elle poursuit encore aujourd'hui, chaque pièce étant unique par son procédé. Au cours de ses recherches, elle découvre pour la première fois des images de capes des xvie et xviie siècles, grâce aux cours de la professeure Patrícia Navarro, de l'Université d'État de Feira de Santana (UEFS). La cape fait partie de l'exposition « Os primeiros brasileiros » (Les Premiers Brésiliens), organisée au Musée national du Brésil par l'anthropologue João Pacheco de Oliveira (pt),. La cape n'est pas endommagée par l'incendie qui ravage le musée en 2018 et est désormais en sécurité au Mémorial des peuples autochtones de Brasilia.

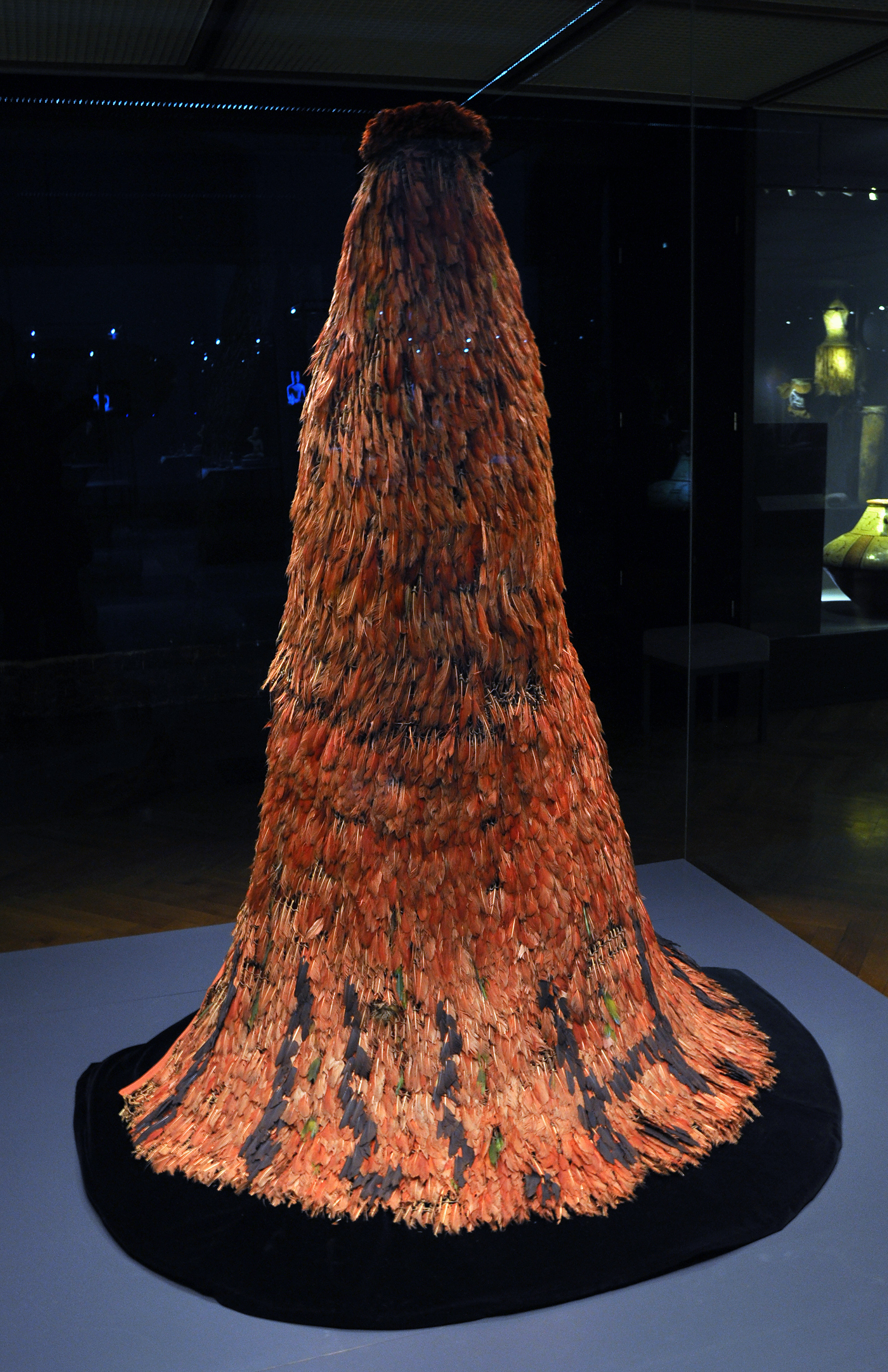
Cape Tupinambá.

### Premier contact avec la cape
Le premier contact avec la cape a lieu en 2006, dans le sud de Bahia, lors d'un séminaire animé par l'anthropologue Patrícia Navarro,. Glicéria Tupinambá est alors enseignante et directrice de l'association Tupinambá de Serra dos Padeiros. Lors du séminaire, l'intervenante projette une image de la cape Tupinambá, exposée au Musée national du Danemark (Nationalmuseet). Glicéria décrit ce moment comme un moment d'« enchantement », empli d'émotion spirituelle et de ce qu'elle appelle « l'appel de la cape ». De là, elle entame ses recherches sur le vêtement, son importance rituelle et ses techniques de fabrication. Parallèlement, un projet est lancé au sein même de la communauté indigène, impliquant les connaissances de chacun, pour comprendre la cape sacrée. Glicéria commence alors à confectionner sa première cape, qu'elle offre en cadeau aux êtres spirituels enchantés, ses ancêtres, lors de la Festa de São Sebastião (pt).
À cette époque, Glicéria ne possède pas les compétences nécessaires pour confectionner le tissage ni les plumes. En effet, ses connaissances sur la cape proviennent uniquement de son expérience photographique. C'est pourquoi, pour reproduire les capes originales, elle utilise la technique de la fabrication de jereré (filets de pêche locaux) mesurant un mètre vingt de long et cinquante centimètres de large,. Fabriqué aux couleurs du territoire, avec des nuances de brun, de vert et de blanc, avec la coopération de sa communauté. Quant à la cape cérémonielle Tupinambá, elle revêt une signification particulière, directement liée à la culture de ce peuple, étant plus qu'un simple objet matériel. Elle raconte l'histoire de l'époque à laquelle elle est utilisée. À tel point que pour Glicéria, ces retrouvailles avec la cape signifient des retrouvailles avec ses ancêtres d'une époque lointaine.
C'est pourquoi la proximité de la cape avec les représentants du peuple Tupinambá est essentielle pour que ces communautés autochtones puissent continuer à entretenir cette expérience à travers leurs activités culturelles. Il est également important de noter que d'autres pièces font partie de la collection d'art plumassier de divers musées européens. Glicéria explique que chaque cape Tupinambá a sa propre fonction, faisant partie d'une grande cérémonie qu'elle espère un jour ramener dans sa communauté,.
Un moment qui contribue grandement à cette amélioration technique et scientifique sous le manteau est la visite de Glicéria aux collections techniques de deux musées européens, l'un étant le Musée national du Danemark et l'autre le Musée du Quai Branly – Jacques Chirac en France,. Dans ces musées, elle a l'occasion d'analyser directement les pièces, fournissant à Glicéria les connaissances nécessaires à la création de nouvelles pièces qu'elle considère comme un moyen de diffuser le message de la lutte des autochtones pour leur territoire. De plus, l'expérience inclut également d'autres canaux plus sensibles, tels que les messages reçus spécifiquement par les oiseaux et les rêves des ancêtres, à travers sa religiosité.

### Expérience de recherche à l'étranger

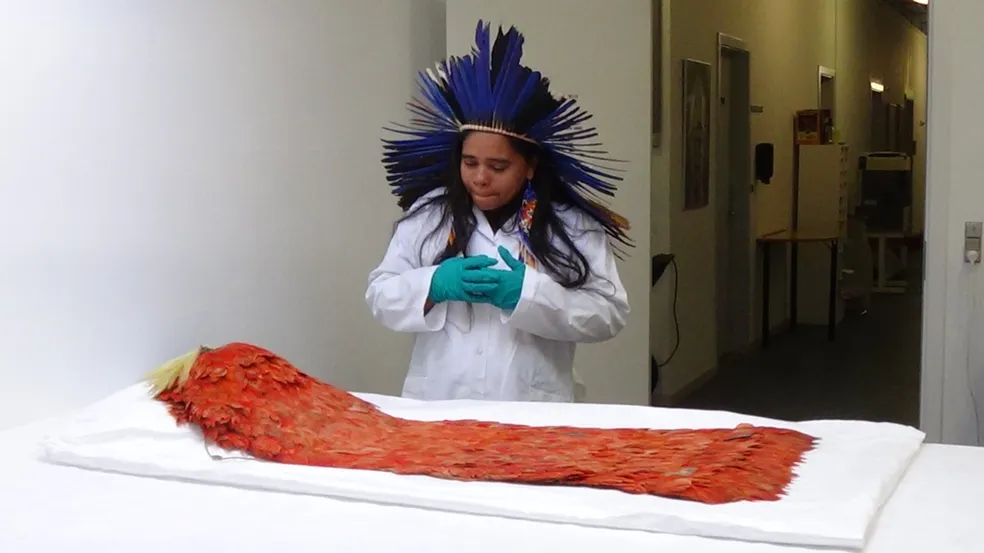
Glicéria Tupinambá et la cape du Musée national du Danemark. Voici le spécimen revenu au Brésil en 2024.

Ce n'est qu'en 2000 que le Brésil a accès au manteau, lors de l'exposition « Redescobrimento Brasil + 500 » qui se tient alors à São Paulo,,. La cape est prêtée à l'exposition par le Musée national du Danemark. Les leaders indigènes Aloísio Cunha Silva et Nivalda Amaral de Jesus, connue sous le nom d'Amotara (son nom indigène), assistent à l'exposition. Pour Amotara, « ce contact a été une réunion avec un souvenir transcendantal de son peuple Tupinambá d'Olivença, à Bahia. ». C'est après cette visite qu'Amotara demande le rapatriement du manteau au village.
Glicéria n'est pas présente à l'exposition de São Paulo. C'est grâce à une photographie de la cape conservée au Musée national du Danemark qu'elle recrée, en 2006, avec l'aide de toute la communauté, la première cape pour un festival culte appelé Encantados, organisé par les Tupinambás chaque année en janvier,. Plus tard, cette cape est offerte au Musée national de Rio de Janeiro et fait partie de l'exposition « Les premiers Brésiliens »,,.
Glicéria raconte au magazine zum comment elle a obtenu la photo : « À cette époque, la professeure Patrícia Navarro, de l’Université d’État de Feira de Santana, est venue donner des cours d’histoire et d’anthropologie au village et a apporté un vieux rétroprojecteur. Elle avait quelques photos de la cape et les a projetées sur le mur. J’ai contemplé cette image, appréciant sa beauté, et j’ai essayé d’observer le tissage. L’image était très mauvaise, mais j’ai pu comprendre le tissage. »

Lors d'un voyage à Paris en 2018, Glicéria entre en contact avec la cape qui se trouve au musée du Quai Branly, Lors de cette visite, Glicéria peut vérifier que les coutures utilisées sur la cape sont les mêmes que celles utilisées sur le jereré.

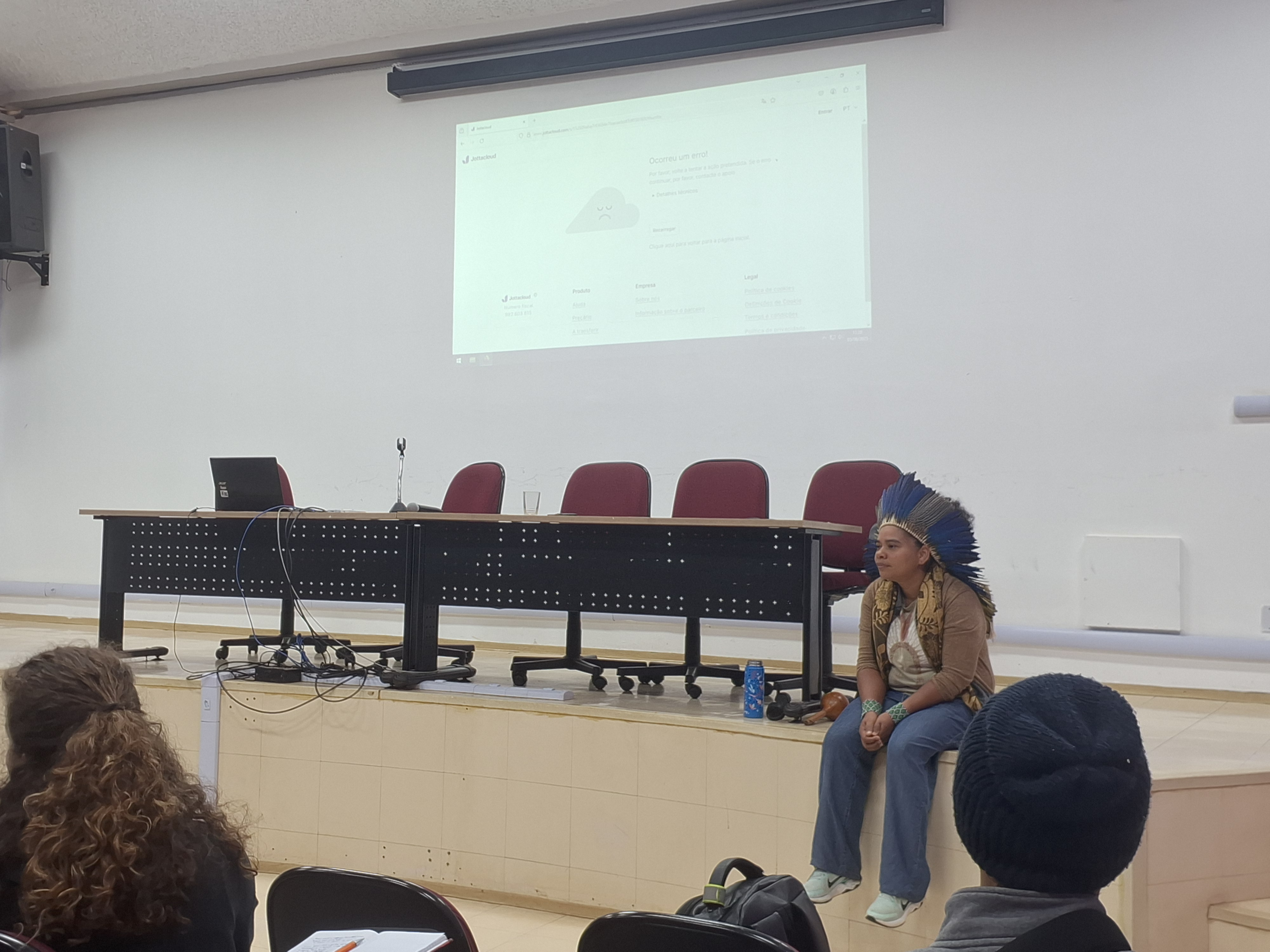
Glicéria Tupinamba donne une conférence à l'Université d'État de Campinas.

## Prix et reconnaissances
Pour ses recherches et son travail de préservation de l'histoire et de la mémoire des cultures autochtones, Glicéria est reconnue et remporte plusieurs prix. Parmi ceux-ci :
- 2023 : Prix PIPA[36] ;
- Premier artiste indigène à représenter le Brésil à la Biennale de Venise[37] ;
- 2020-2021 : Prix Funarte des arts visuels[38].

En 2025, le documentaire brésilien Eu Ouvi o Chamado: O Retorno dos Mantos Tupinambá, réalisé par Robson Dias et Myrza Munizque, raconte la trajectoire de Glicéria en tant que chercheuse sur le manteau Tupinambá, est l'un des lauréats de la catégorie Docs-In-Progress au Festival de Cannes, qui récompense chaque année les documentaires prometteurs en montage ou en post-production,,.